# Minh Le
Compléments
- Co créateur du jeu Counter-Strike avec Jess Cliffe en 1999

Minh Le, né le 27 juin 1977, aussi connu sous son pseudonyme en ligne Gooseman, est un développeur de jeux vidéo canado-vietnamien, qui a créé le populaire mod Counter-Strike avec Jess Cliffe en 1999.

## Biographie
Minh Le rejoint Valve Software à Bellevue (Washington) en 2000 où il continua à travailler sur Counter-Strike.
En 2003, un éditorial de GameSpy classait Minh Le comme responsable du succès de Half-Life cinq ans après sa sortie.
En 2009, Minh quitte Valve Software et rejoint FIX Korea au poste de directeur des systèmes d'information où il développe le FPS Tactical Intervention.
En 2014, Minh rejoint l’équipe de Garry Newman pour travailler sur Rust.